# Dystrykt Salala
Dystrykt Salala – dystrykt w hrabstwie Bong, w środkowej części Liberii. 
Położony jest 100 km na wschód od stolicy kraju – Monrovii. W dystrykcie Salala położone jest miasteczko Totota.
W 2020 łączna powierzchnia lasów w dystrykcie Salala wyniosła 74 500 ha, co stanowiło 89% całkowitej powierzchni dystryktu. 

## Demografia
Według spisu ludności z 2008 roku jednostka liczyła sobie 41 982 mieszkańców. Natomiast według spisu ludności przeprowadzonego w 2022 roku, dystrykt ma populację liczącą 52 928 mieszkańców, co czyni go  drugim co do wielkości zaludnienia dystryktem w hrabstwie.
Dane z 2008:
| Opis      | Ogółem | Ogółem | Mężczyźni | Mężczyźni | Kobiety | Kobiety |
| --------- | ------ | ------ | --------- | --------- | ------- | ------- |
| Jednostka | osób   | %      | osób      | %         | osób    | %       |
| Populacja | 41 982 | 100    | 21 112    | 50,3      | 20 870  | 49,7    |

Dane z 2022:
| Opis      | Ogółem | Ogółem | Mężczyźni | Mężczyźni | Kobiety | Kobiety |
| --------- | ------ | ------ | --------- | --------- | ------- | ------- |
| Jednostka | osób   | %      | osób      | %         | osób    | %       |
| Populacja | 52 928 | 100    | 26 835    | 50,7      | 26 093  | 49,3    |

## Sąsiednie dystrykty
Fuamah, Gibi, Kakata, Sanoyeah, Yeallequellah